# Heterochaeta bernardii
Heterochaeta bernardii es una especie de mantis de la familia Mantidae.

## Distribución geográfica
Se encuentra en Angola, Gabón, Camerún, Congo y   Nigeria.